# 阿蒂尼 (摩泽尔省)
阿蒂尼（法語：Hattigny，法語發音：[atiɲi]）是法国摩泽尔省的一个市镇，属于萨尔堡-萨兰堡区。

## 地理
阿蒂尼（48°37'53"N, 6°57'54"E）面积13.14 平方千米，位于法国大東部大區摩泽尔省，该省份为法国东北部内陆省份，是洛林的一部分，西南接默尔特-摩泽尔省，东临下莱茵省，北与卢森堡和德国接壤。
与阿蒂尼接壤的市镇（或旧市镇、城区）包括：贝尔特朗布瓦、弗雷蒙维尔、唐孔维尔、阿斯帕克、弗拉凯尔凡、里什瓦勒、圣乔治。

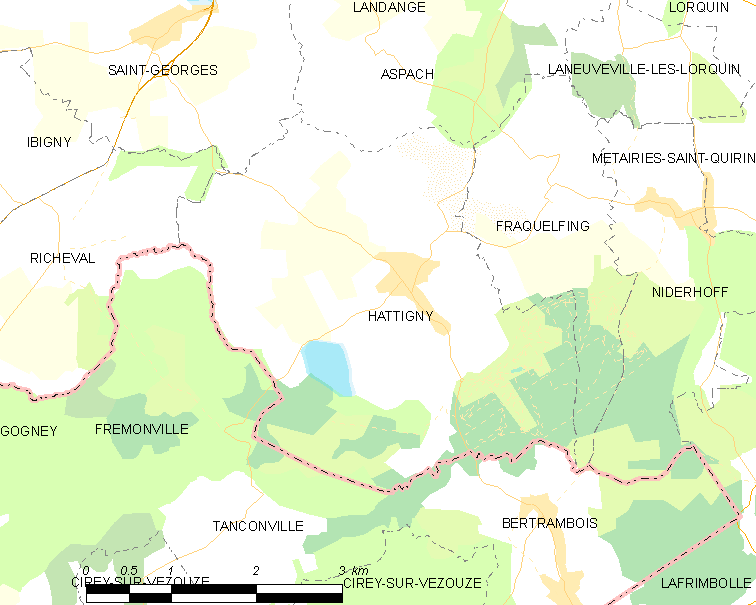
的OSM定位图

阿蒂尼的时区为UTC+01:00、UTC+02:00（夏令时）。

## 行政
阿蒂尼的邮政编码为57790，INSEE市镇编码为57302。

## 政治
阿蒂尼所属的省级选区为法尔斯堡县。

## 人口

1962-2008年间人口变化图示

阿蒂尼于2022年1月1日时的人口数量为220人。